# Commentaires de la langue grecque
Les Commentaires de la langue grecque, également connu sous le nom Commentaires sur la langue grecque  et sous son nom latin, Commentarii Linguae Gracae, sont une œuvre  de l’humaniste français Guillaume Budé. Rédigée à la fin de sa vie, elle contient près de dix-huit mille citations grecques d’auteurs anciens et tardifs, qui servent de support à une dissertation sur la langue grecque, en réalité un thésaurus non nomenclaturé[Quoi ?] du grec. L’ouvrage s’appuie sur un corpus d’environ cent auteurs.